# Jacob Steen Christensen
Jacob Steen Christensen (Copenaghen, 25 giugno 2001) è un calciatore danese, centrocampista del Colonia.

## Caratteristiche tecniche
È un centrocampista centrale.

## Carriera

### Club
Cresciuto nel settore giovanile del Nordsjælland, ha esordito in prima squadra il 15 luglio 2018 disputando l'incontro di Superligaen pareggiato 1-1 contro l'Esbjerg.
Il 15 giugno 2023 viene annunciato il suo trasferimento ai tedeschi del Colonia.

### Nazionale
Ha giocato nelle nazionali giovanili danesi Under-17, Under-19, Under-20 ed Under-21.

## Statistiche

### Presenze e reti nei club
Statistiche aggiornate al 20 aprile 2024.
| Stagione             | Squadra              | Campionato           | Campionato | Campionato | Coppe nazionali | Coppe nazionali | Coppe nazionali | Coppe continentali | Coppe continentali | Coppe continentali | Altre coppe | Altre coppe | Altre coppe | Totale | Totale | Totale |
| Stagione             | Squadra              | Comp                 | Pres       | Reti       | Comp            | Pres            | Reti            | Comp               | Pres               | Reti               | Comp        | Pres        | Reti        | Pres   | Reti   |        |
| -------------------- | -------------------- | -------------------- | ---------- | ---------- | --------------- | --------------- | --------------- | ------------------ | ------------------ | ------------------ | ----------- | ----------- | ----------- | ------ | ------ | ------ |
| 2018-2019            | Nordsjælland         | SL                   | 16+6       | 0          | CD              | 1               | 0               | UEL                | 5                  | 0                  | -           | -           | -           | 28     | 0      |        |
| 2019-2020            | Nordsjælland         | SL                   | 22+10      | 1          | CD              | 1               | 0               | -                  | -                  | -                  | -           | -           | -           | 33     | 1      |        |
| 2020-2021            | Nordsjælland         | SL                   | 20+9       | 0          | CD              | 2               | 0               | -                  | -                  | -                  | -           | -           | -           | 31     | 0      |        |
| 2021-2022            | Nordsjælland         | SL                   | 18+9       | 0          | CD              | 2               | 0               | -                  | -                  | -                  | -           | -           | -           | 29     | 0      |        |
| 2022-2023            | Nordsjælland         | SL                   | 21+9       | 0          | CD              | 7               | 1               | -                  | -                  | -                  | -           | -           | -           | 37     | 1      |        |
| Totale Nordsjaelland | Totale Nordsjaelland | Totale Nordsjaelland | 97+43      | 1          |                 | 13              | 1               |                    | 5                  | 0                  |             | -           | -           | 158    | 2      |        |
| 2023-2024            | Colonia II           | RL                   | 2          | 0          | -               | -               | -               | -                  | -                  | -                  | -           | -           | -           | 2      | 0      |        |
| 2023-2024            | Colonia              | BL                   | 7          | 0          | CG              | 1               | 0               | -                  | -                  | -                  | -           | -           | -           | 8      | 0      |        |
| 2024-2025            | Colonia              | 2L                   | 0          | 0          | CG              | 0               | 0               | -                  | -                  | -                  | -           | -           | -           | 0      | 0      |        |
| Totale Colonia       | Totale Colonia       | Totale Colonia       | 7          | 0          |                 | 1               | 0               |                    | -                  | -                  |             | -           | -           | 8      | 0      |        |
| Totale carriera      | Totale carriera      | Totale carriera      | 149        | 1          |                 | 14              | 1               |                    | 5                  | 0                  |             | -           | -           | 168    | 2      |        |

## Palmarès

### Club

#### Competizioni nazionali
- Campionato tedesco di seconda divisione: 1

Colonia: 2024-2025